# Tito Reyes
Tito Reyes (Tito Cosme Sconza; * 28. Februar 1928 in Valentín Alsina; † 9. Mai 2007 in Buenos Aires) war ein argentinischer Tangosänger und -dichter.

## Leben
Reyes trat in seiner Jugend in Clubs und Cafés in Buenos Aires auf und unternahm eine erste Tournee durch Argentinien mit dem Gitarristen Héctor Arbelo. Bei Auftritten im El Olmo in Buenos Aires lernte er Azucena Maizani kennen, die ihn in seiner Entwicklung als Sänger unterstützte. Im El Vinacho traf er Roberto Caló, der ihn in sein Orchester aufnahm. Mit ihm entstanden Reyes’ erste professionelle Aufnahmen, die Tangos Frente al espejo, Tango argentino und Nápoles de mi amor. Darauf wechselte er zu Joaquín Do Reyes, mit dem er im Duo mit Héctor Dário den Tango Cuatro pasos en las nubes und das Medley Popurrí de tangos aufnahm.
Von 1963 bis 1975 war Reyes Sänger im Orchester Aníbal Troilos. In der Zeit ihrer Zusammenarbeit entstanden 23 Aufnahmen. Daneben nahm Reyes in dieser Zeit eine LP mit Roberto Grela auf. 1971 tourte er mit Troilo, Armando Pontier, Violeta Rivas, Hernán Figueroa Reyes und González Rivero durch die USA und hatte Auftritte in der New Yorker Hunter Hall und in Washington. Nach der Trennung von Triolo nahm er ein Album mit Ernesto Baffa auf. Schließlich kam er zu Litto Nebbias Label Melopea. Dort nahm er weitere Tangos – teils nach eigenen Texten – auf. 2007 starb er im Hospital Pirovano in Buenos Aires an den Folgen einer Lungeninfektion.